# Reza-šah Pahlavi
Reza-šah Pahlavi (perz. رضا شاه پهلوی; Alašt, 15. ožujka 1878. – Johannesburg, 26. srpnja 1944.), šah Irana i osnivač dinastije Pahlavi.
Rođen je u selu Alašt u pokrajini Mazandaran na sjeveru Irana, a s 15 godina pristupio je kozačkim vojnim postrojbama nakon čega započinje i njegov politički uspon. Godine 1923. postao je premijerom u kadžarskoj vladi, a dvije godine kasnije iskoristivši slabosti nakon ustavne revolucije (1906. – 1925.) pučem je svrgnuo Ahmed-šaha i postavio se kao novi iranski monarh. Vladao je do 16. rujna 1941. godine kada je bio prisiljen abdicirati u korist sina M. Reze Pahlavija.

## Vanjske poveznice
- (engl.) Encyclopædia Iranica: Courts and Courtiers viii. In the reign of Reżā Shah Pahlavī
- (engl.) Encyclopædia Britannica: Reza Shah Pahlavi
- (engl.) Iran Chamber: Reza Shah Pahlavi